# QP–5-ös konvoj
A QP–5-ös konvoj a második világháború egyik hajókaravánja volt, amely a Szovjetunióból indult nyugatra. A QP kód az irányt (keletről nyugatra), az 5 a konvoj sorszámát jelenti. A négy kereskedelmi hajó és kísérőik 1942. január 13-án indultak el Murmanszkból, és január 19-én érkeztek meg az izlandi Akureyribe, illetve Seyðisfjörðurba. Az utat valamennyi hajó sértetlenül megtette.

## Hajók

### Kereskedelmi hajók
| A hajó neve  | Nemzetisége        |
| ------------ | ------------------ |
| Arkosz       | Szovjetunió        |
| Gyekabriszt  | Szovjetunió        |
| Elumia       | Egyesült Királyság |
| San Ambrosio | Egyesült Királyság |

### Kísérőhajók
| A hajó neve    | Nemzetisége        | Típusa       |
| -------------- | ------------------ | ------------ |
| HMS Cumberland | Egyesült Királyság | Nehézcirkáló |
| HMS Icarus     | Egyesült Királyság | Romboló      |
| HMS Tartar     | Egyesült Királyság | Romboló      |